# Abondance, Haute-Savoie
Abondance là một xã ở tỉnh Haute-Savoie thuộc vùng Rhône-Alpes đông nam Pháp. Xã này có diện tích 55,84 kilômét vuông, dân số năm 1999 là 1476 người. Khu vực này có độ cao trung bình 930 mét trên mực nước biển.
Nó nằm trong dãy Alps ngay phía nam Hồ Geneva trên biên giới với Thụy Sĩ.